# Município de Tiverton (condado de Coshocton, Ohio)
O município de Tiverton (em inglês: Tiverton Township) é um município localizado no condado de Coshocton no estado estadounidense de Ohio. No ano de 2010 tinha uma população de 449 habitantes e uma densidade populacional de 6,62 pessoas por km².

## Geografia
O município de Tiverton encontra-se localizado nas coordenadas 40° 24′ 20″ N, 82° 07′ 23″ O. Segundo a Departamento do Censo dos Estados Unidos, o município tem uma superfície total de 67.86 km², da qual 67,82 km² correspondem a terra firme e (0,07 %) 0,05 km² é água.

## Demografia
Segundo o censo de 2010, tinha 449 pessoas residindo no município de Tiverton. A densidade populacional era de 6,62 hab./km². Dos 449 habitantes, o município de Tiverton estava composto pelo 95,99 % brancos, o 0,22 % eram amerindios, o 0,22 % eram asiáticos e o 3,56 % eram de uma mistura de raças. Do total da população o 0 % eram hispanos ou latinos de qualquer raça.